# 2006 год в телевидении
Список 2006 год в телевидении описывает события в мире телевидения, произошедшие в 2006 году.

## Январь
- 1 января 
  - Началось полноценное производство второго спутникового телевидения — «Триколор ТВ».
  - Смена логотипа телеканала «Rambler Телесеть».
- 3 января — Премьера сериала «Детективы» на «Первом канале».
- 6 января — Смена логотипа украинского телеканала «Мегаспорт».
- 14 января — Смена логотипа телеканала «REN-TV».
- 16 января
  - Смена логотипа и оформления московского «3 канала».
  - Смена оформления канала «НТВ».
  - Смена логотипа и названия екатеринбургского телеканала «Студия-41» в «41-Домашний».
- 17 января — Начало вещания исторического телеканала «365 дней ТВ».

## Февраль
- 1 февраля 
  - Переименование подмосковного телеканала «РТВ-Подмосковье» в «Подмосковные вечера»[1][2].
  - Начало вещания «Астраханского областного телевидения» («АТВ»).

## Март
- 1 марта 
  - Начало вещания украинского информационного телеканала «24».
  - Начало вещания украинско-русского телеканала «1+1 International» — международной версии телеканала «1+1».
- 4 марта — Начало вещания красноярского телеканала «Енисей».
- 8 марта — Премьера сериала «Счастливы вместе» на «ТНТ».
- 11 марта — На «Первом канале» начался шестой сезон вечернего вокально-музыкального реалити-шоу «Фабрика звёзд».
- 14 марта — Смена логотипа на телеканале «ТВЦ».
- 25 марта — Смена логотипа украинского телеканала «Первый национальный», он стал белым и непрозрачным.
- 27 марта — Начало вещания испанского частного телеканала «La Sexta».

## Апрель
- 1 апреля — Третий канал запустил спутниковую версию под названием «3 канал+», которая провещала до 1 ноября 2012 года, до декабря она вещала в тестовом режиме.
- 10 апреля — В эфир Первого канала вышла передача о здоровом образе жизни «Малахов+» (закрылась 3 сентября 2010 года).
- 17 апреля — Начало вещания детского телеканала «Эрудит»[3] в тестовом режиме[4].

## Май
- 1 мая — Харьковский телеканал «Фора» начал ретрансляцию киевского телеканала «Гравис-7».
- 12 мая — Переименование новосибирского телеканала «ТСМ-10» в «СТС-Мир».
- 13 мая — Телеканал «Россия» отмечал свой юбилей — 15 лет в эфире.
- 15 мая 
  - Начало вещания телеканала высокой чёткости (HD) «BBC HD».
  - Запущен телеканал «AXN Sci-fi».

## Июнь
- 1 июня  
  - Начало тестового вещания нижегородского телеканала «НТВК — 11 канал».
- 5 июня 
  - Смена логотипа и названия краснодарского телеканала «МТРК Краснодар» в «Краснодар Плюс».
  - Закрытие новосибирского телеканала «Форпост-Медиа» и начало вещания на этом месте «23 канал».
- 26 июня — Смена оформления российского «Первого канала».

## Июль
- 1 июля 
  - Начало информационного вещания телеканала «Вести».
  - Начало вещания на месте «Гравис-7» украинского развлекательного телеканала «Кіно».
  - Последний день вещания самарской телекомпании «Орион-ТВ».
  - Начало вещания холдингом «Ред Медиа» телеканала о комедии «Комедия-ТВ».
  - Начало вещания холдингом «Ред Медиа» телеканала о индийском кино «Индия-ТВ».
  - Начало вещания российского детского телеканала «Детский».
- 3 июля — Смена логотипа ярославского телеканала «НТМ».
- 15 июля 
  - Начало вещания российского музыкального телеканала «Ля-Минор».
  - Начало вещания российского эротического телеканала «Русская ночь».
- 31 июля — Начало вещания российского телеканала «Усадьба».

## Август
- 1 августа — Смена логотипа на «Муз-ТВ», он в таком виде продержался только два месяца.
- 9 августа — Смена логотипа и оформления  телеканалов: «Дом кино», «Время», «Музыка» и «Эрудит».[5]
- 14 августа 
  - Возвращается первоначальное название канала ТВ Центр, заменённое ранее на ТВЦ (хотя в обиходе телеканал продолжают так называть), телеканал провёл ребрендинг[6]. Обновился логотип, оформление, канал перешёл на круглосуточное вещание[7]. Основной целью ребрендинга ставилось увеличение развлекательного вещания на канале[8][9]. Жанр программы «Момент истины» изменился. Появилась еженедельная информационно-аналитическая программа «В центре событий», ведущей которой стала Анна Прохорова[10]. Программы «Завтра, послезавтра и все дни недели», «Очевидное — невероятное», «Арена», «Отдел Х», «Открытый проект»[11] и другие были закрыты[12][13].
  - Телеканал «ТВ-3» перешёл на круглосуточное вещание.
  - На «Первом канале» состоялась премьера сериала «Понять. Простить».
- 16 августа — Начало вещания холдингом «Ред Медиа» боксёрского телеканала о боксе «Боец».
- 28 августа 
  - Смена оформления телеканала «СТС».
  - Смена оформления российского «Первого канала».

## Сентябрь
- 1 сентября 
  - Смена оформления «10 канала».
  - На телеканале «Россия» состоялась премьера самого длительного в истории российской анимации мультсериала «Лунтик и его друзья» в передаче «Спокойной ночи, малыши».
- 4 сентября 
  - Телеканал REN-TV начал вещание под обновлённым русифицированным брендом «РЕН ТВ»[14][15]. Одновременно была запущена обновлённая концепция «Самый сок телеэфира»[16]. Переход к новой концепции руководители телеканала комментировали прежде всего тем, что при старом руководстве телеканал отличали «невнятная программная политика и невнятное впечатление от канала»[17][18]. Идея ребрендинга принадлежала новым владельцам в лице RTL Group, также одной из целей ребрендинга стало увеличение развлекательного вещания на телеканале[19].
  - Смена оформления телеканала «Россия».
  - Смена оформления и логотипа белорусского телеканала «СТВ».
  - Смена логотипа и оформления на телеканале «Мир».
  - Смена логотипа новосибирского телеканала «ОТС».
  - Начало вещания детско-юношеского таджикского телеканала «ТВ Бахористон».
  - В Нижнем Новгороде начал вещать телеканал «BIS-TV».
  - Смена логотипа иркутского телеканала «НТС» (Новое Телевидение Сибири).
  - Разделение кировского телеканала «Grand-TV» на два канала: «РЕН ТВ-Киров» и «MTV-Киров».
  - Смена логотипа казахского телеканала «Казахстан».
- 8 сентября — Смена названия телеканала «Эрудит» на «Теленяня».
- 11 сентября 
  - Смена логотипа на «Муз-ТВ»: логотип выглядел как красно-золотое желе, только в эфире был красный, уменьшался в 2 раза и располагался выше.
  - На «Первом канале» в эфир вышла потребительско-кулинарная телепередача «Контрольная закупка».
- 18 сентября
  - Начало вещания детского телеканала «Мультимания».
- 26 сентября — Смена логотипа и названия белорусского телеканала «БТ» в «Первый национальный».

## Октябрь
- 1 октября 
  - После длительного перерыва в федеральный эфир возвращается «Пятый канал» из Петербурга и до сих пор это единственный федеральный канал с центром вещания не из Москвы. В этот день имеет лицензию в 83 регионах России такие как Пенза, Хабаровск, Тула и так далее.
  - Начало вещания музыкального телеканала «RU.TV».
  - Начало вещания телеканала о фильмах ужасов и триллерах «НСТ».
  - Пермский телеканал «УралИнформ ТВ» сменил сетевого партнёра с «ТВ Центра» на «Пятый канал».
  - Начало вещания «Елецкого телевидения» на 55-м дециметровом канале.
- 7 октября — Смена логотипа и графического оформления британского телеканала «BBC One»[20].
- 19 октября — Смена логотипа и оформления молодёжного телеканала «О2ТВ».
- 22 октября — Состоялся первый выпуск музыкального шоу «Две звезды».
- 30 октября
  - Смена логотипа и оформления украинского телеканала «Украина».
  - Первое появление марок отбивок рекламных роликов канала «РЕН ТВ» (в 1-м периоде — на белом фоне быстро появляется серый прямоугольник с логотипом канала за целых 280 дней до последнего дня 5 августа 2007 года).

## Ноябрь
- 1 ноября 
  - Смена оформления на канале «ТНТ»: в заставках появились лица канала.
  - Начало вещания телеканалов «Парк развлечений» и «Совершенно секретно».
  - Начало вещания в России международного телеканала «Viasat Sport».
  - Начало вещания красноярского телеканала «Муз-ТВ-Красноярск».
  - Начало вещания московского телеканала «Столица плюс»
  - Начало вещания итальянского детского телеканала «RaiSat YoYo»
- 4 ноября — На канале «ТНТ» состоялась премьера юмористического телесериала «Наша Russia».
- 7 ноября — вышел первый выпуск информационной программы «Вести-Московская область», посвящённой событиям Подмосковья (выходила до 27 ноября 2009 года).[21]
- 15 ноября — Начало вещания Катарского телеканала «Al Jazeera English».

## Декабрь
- 8 декабря — Первый выпуск еженедельной авторской информационно-аналитической программы «Власть» (от создателя «Итогов») на телеканале «RTVI» и радиостанции «Эхо Москвы»[22][23] (последний выпуск вышел 18 сентября 2009 года). Данный проект является продолжением программы «Итоги», выходившей с 1992 по 2003 год на каналах: 1-й канал Останкино (1992—1993), Пятый канал (1993—1994), НТВ (1994—2001), ТНТ (15.04.2001), ТВ-6 (2001—2002) и ТВС (2002—2003).
- 15 декабря — Начало вещания российского фильмового телеканала «Иллюзион+».
- 16 декабря — Начало вещания казахского музыкального телеканала MuzzOne.
- 17 декабря — Последний выпуск программы приключенческой телеигры «Форт Боярд» на канале «Россия».
- 20 декабря — Начало вещания российского познавательного телеканала «ZооПарк».
- 27 декабря — Начало вещания российского музыкального телеканала «Шансон ТВ».
- 31 декабря — Прекращение вещания в Челябинске первого коммерческого телеканала «ТВ-36».

## Без даты
- Осень — ильичёвский телеканал «ИТ-3» начал ретранслировать украинский информационный телеканал «NewsOne».[24]

## Скончались
- 23 июля — Андрей Разбаш, телеведущий, режиссёр и продюсер.